# Koszorús
Koszorús (1890-ig Koszorin, szlovákul: Kosorín) község Szlovákiában, a Besztercebányai kerületben, a Garamszentkereszti járásban.

## Fekvése
Garamszentkereszttől 10 km-re, északnyugatra fekszik.

## Története
1478-ban „Kozoery" néven említik először. 1570-ben „Kozeryn", 1571-ben „Kozewyn" néven szerepel az írott forrásokban. 1487-ben az esztergomi érsekség tulajdonában találjuk, majd 1776-ban az akkor alapított besztercebányai püspökség faluja lett. 1534-ben 7 portája adózott. 1601-ben 30 háza állt. 1715-ben malom, kocsma és 28 adózó volt a településen. 1828-ban 60 házában 380 lakos élt, akik főként kőművességgel foglalkoztak. A faluban téglagyár is üzemelt.
Vályi András szerint: „Elegyes falu Bars Várm. földes Ura a’ Besztercze Bányai Püspökség, lakosai katolikusok, fekszik Szlaszkának szomszédságában, és annak filiája, határja közép termékenységű, réttye, legelője meg lehetős, vagyonnyai középszerűek."
Fényes Elek szerint: „Koszorin, Bars m. tót falu, Sz.-Kereszthez északra 1/2 mfd. 380 kath. lak. Jó legelő. Terméketlen határ. F. u. a beszterczei püspök. Ut. p. Selmecz." Archiválva 2007. szeptember 27-i dátummal a Wayback Machine-ben
Bars vármegye monográfiája szerint: „Koszorus, a körmöczbányai hegyekben fekvő tót kisközség, 423 róm. kath. lakossal. E község legrégibb neve 1487-ben Kozokri volt és ha ez elnevezésből következtetni lehet, akkor legrégibb lakosai kecskepásztorok voltak, mert koza kecskét jelent. Ez a következtetés pedig ebben az esetben valószínűséggel bír, mert tudjuk, hogy ezen a vidéken hajdan nagy kecsketenyésztést űztek. Később már Koszorin néven találjuk említve és akkor a trubini plébánia fiókközsége volt. 1694-ben e plébániától elszakították és a Slaskaihoz csatolták. Kápolnája helyére Zerdahelyi Gábor beszterczebányai püspök 1803-ban templomot építtetett, de harangját 1624-ben öntötték, a mit felirata bizonyít. Férfilakosainak nagyobb része kőfejtéssel és kőfaragással foglalkozik. A községben két kénes vizű kút van. Postája Jánosgyarmat, távirója és vasúti állomása Garamszentkereszt."
A trianoni békeszerződésig Bars vármegye Garamszentkereszti járásához tartozott. Lakói főként Garamszentkereszt, Nyitrabánya és Privigye üzemeiben dolgoztak.

## Népessége
| Év:            | 1994. | 2004.   | 2014.   | 2024.   |
| -------------- | ----- | ------- | ------- | ------- |
| Emberek száma: | 408   | 409     | 425     | 439     |
| Eltérés:       |       | +0,24 % | +3,91 % | +3,29 % |

| Év:            | 2023. | 2024.   |
| -------------- | ----- | ------- |
| Emberek száma: | 454   | 439     |
| Eltérés:       |       | -3,30 % |

| Lakosok száma | 429  | 459  | 476  | 439  |
|               | 2011 | 2017 | 2021 | 2024 |

1910-ben 489, túlnyomórészt szlovák anyanyelvű lakosa volt.
2001-ben 412 lakosából 409 szlovák volt.
2011-ben 429 lakosából 400 szlovák volt.

## Nevezetességei
- Szent László tiszteletére szentelt, római katolikus temploma mai formáját 1926-ban kapta, a korábbi – 1800 és 1803 között készült – klasszicista kápolna átépítésével.